# Catterall
 (avril 2023).
Catterall est un village et une paroisse civile du Lancashire, en Angleterre.